# Alexander Agricola
Alexander Agricola (Gant, ca 1460 - Valladolid, ca 1525) fou un compositor flamenc.
Fou un dels mestres de l'escola francoflamenca, i de qui es conserven nombroses composicions (misses, motets, cançons).
Malgrat la mancança de dades biogràfiques, sabem que era belga, per alguns versets de llur necrològica, que així ho testifiquen. Agricola visqué ocupant un lloc permanent entre els artistes del seu temps, a les Corts de Milà i Màntua, i des de 1491 va romandre al servei d'en Felip el Bell, amb qui es va traslladar a Castella, on hi va morir a l'edat de seixanta-sis anys: El seu nom figura en diversos comptes de salaris pagats a la casa d'aquell príncep.
Les seves obres es publicaren junt amb les dels mestres dels segles XV i XVI, sent rara la col·lecció que no compta amb alguna composició d'Agricola, nomenat amb força freqüència, Alexandre.
De llurs obres destaquen, Missae Alexandri Agricolae, Impressum Venetiis per Ottavium Petrutium (1504); en la recopilació de cants profans a quatre veus impresa pel mateix Petrucci, Canti Cento Cinquantae (Venècia, 1503), figuren també diverses obres d'Agricola com, Primi Toni, Secundi Toni, Malheur Nubat, Le serviteur.